# Lindsaea trichomanoides
Lindsaea trichomanoides là một loài dương xỉ trong họ Lindsaeaceae. Loài này được Dryand. mô tả khoa học đầu tiên..
Danh pháp khoa học của loài này chưa được làm sáng tỏ. 